# 陈沛 (1897年)
陈沛（1897年—1987年12月24日），又名国裕，字度侯，广东茂名袂花坡仔村人。国民革命军中将军长、集团军副总司令。

## 生平
中学毕业后赴广州考入广东省农业专科学校。毕业时，考入黄埔一期。参加北伐战争，不及一年升国民革命军第一师第一团上校团长。中原大战任第十师二十八旅少将旅长。1934年春平定福建事变，十九路军残部收编为第六十师，陈沛升师长。
抗日战争期间，参加淞沪会战。1938年初，自安徽宁国挺进江苏宜兴、溧阳，遮断京杭交通，然后进出无锡、金坛，破坏京杭铁路交通。1938年7月武汉保卫战，守江西修水县麒麟峰，晋升第十八军副军长兼六十师师长。1939年夏，六十师调防湘北，不久师长陈沛升任第三十七军军长。1944年1月，升任第三十二集团军副总司令。1944年5月至8月参加长衡会战，1945年兼浙东前敌总指挥。
日本投降后为宁波地区受降长官。1946年夏，任第四十三集团军副司令兼中央训练团第六军官总队总队长。1947年任桂南区剿匪总指挥兼广东省警保处处长。1948年任湘粤桂陆军第九编练处处长。1949年任首都卫戍司令部副总司令兼第四十五军军长。
1949年去台湾，任国防部中将高参，递补国大代表，被聘为总统光复大陆设计委员会委员。1974年著《当机立断之八战》回忆录，获“国防部”嘉奖，被军校采用为参考教材    
文武兼备的陈沛将军，极有文化素养，深受儒家学说的薰陶，尽忠尽孝乃终生奉行之准则。抗战胜利后，半生戎马的陈沛将军，乘回广东任职之便，为选址建校，数次返家乡，创办显臣中学，以纪念乃父显臣公养育之恩。该校是袂花镇第一间中学，为莘莘学子提供入学继续深造的机会，有力地推进了地方文化教育事业的发展。1950年中共接管学校，改名为袂花中学。茂名建市后，该校命名为茂名市第六中学。袂花人对显臣中学是有很深感情的，对学校的创办人陈沛将军是念念不忘的。
1949年随国民政府迁台的粤西高雷籍人士约四万余众。离乡背井，流落台岛，人地两生，个中艰辛，可想而知。为把散居各处的乡亲团结起来，加强联谊，互通讯息，相互扶持，开拓创业，有识之士倡议先后组建了台北高雷同乡会和高雷会馆（实为祭祠，在桃园中坜市）。两会馆的发起、筹建，陈沛都参与其中。陈沛更是高雷会馆的首倡者，并亲任筹建主任。会馆筹措，事必躬亲。因为他视会馆为祭社怀乡、追本溯源之殿堂，培养后生辈家乡情节、寻根问祖的情感圣地。为奖掖后进，造就子弟，1981年陈沛将军率先捐新台币20万元，倡导成立奖学基金。众乡亲云应景从，集腋成裘，聚沙成塔，该基金积至现在达数百万之巨，受惠学子和子弟100余人。此举对人才培养起着激励和推动作用，深受乡亲和社会好评。
陈沛将军爱国爱乡，热心同乡会、会馆事务，贡献尤多，影响殊深，在台湾是有口皆碑的。现高雷会馆内立有纪念铜像，供后人景仰。